# Замок Гамільтон
Замок Гамільтон (англ. Castle Hamilton) — один із замків Ірландії, розташований в графстві Каван, біля селища Кіллешандра.

## Історія замку Гамільтон
Місцевість, де був побудований замок Гамільтон та маєток, здавна називалась Кіллешандра. Ірландською мовою — Кілл на Шенраха (ірл. — ірл. Cill na Seanrátha). У перекладі — Церква Старої Битви. Місцевість оточена річками, озерами та болотами. Місцевість охороняється як цінний об'єкт природи.
Ще в дані часи на місці замку Гамільтон була давня ірландська фортеця — Рах. В папських буллах XIV століття згадується монастир, який був заснований на території цієї фортеці Рах. Звідси й пішла назва монастиря і селища — Церква Старої Битви (Фортеці).
Замок і маєток Гамільтон виник під час колонізації Ірландії переселенцями з Шотландії після повного завоювання Ірландії Англією в 1605 році. Ці землі отримали в дар від короля Англії та Шотландії Якова І люди з шотландського клану Гамільтон у 1610 році. Землі були даровані Олександру Гамільтону з умовою, що він побудує на цих землях замок для захисту колоній від ірландських кланів та що на цих землях організує протестантську релігійну громаду (протестанти були вірні королю Англії, католики виступали за незалежність Ірландії). На початку XVII століття католицький монастир був закритий і розігнаний, а громада з католицької насильно була перетворена в протестантську, долучена англіканської єпархії Кілмор. Руїни старовинної церкви нині є пам'якою історії та архітектури Ірландії національного значення. Церква мала низку незвичайних архітектурних особливостей, Т-подібну форму. У свій час Певзнер писав про цю церкву, що вона «можливо, найвищуканіша, найтонкіша будівля південного Ольстера, відображала архітектурну красномовність тої епохи». Потім, у 1842 році була збудована нова англіканська церква. Біля замку є старовинне кладовище з пам'ятками XVIII століття.
У 1641 році спалахнуло повстання за незалежність Ірландії. Землі Кіллешандра та замок Гамільтон захопив ірландський клан О'Рейллі. Гамільтону і протестантські поселенці змушені були тікати. Після придушення повстання, в період реставрації Гамільтони повернули собі контроль над цими землями і замком. Гамільтони почали будівництво ринку, поселення для гугенотів. Нові поселенці швидко адаптувалися до нових умов, почали вирощувати льон і виготовляти тканину.
Замок Гамільтон складається з трьох внутрішніх дворів та мурів. Почав будуватися ще в 1610 році. Основна забудова 1740—1880 років. Замок розташований на території вотчини аристократів Гамільтонів — шотландського походження, з клану Гамільтон. Мури мають U-подібну форму, звернений на захід, прилеглі відкриті на схід і південь. На головному дворі є двоповерхова будівля на північній стороні двору з похилим дахом з червоної цегли. На мурах замку є дати 1610, 1789, 1851. На західній стороні двору теж є двоповерхова будівля такої ж конструкції як і на головному дворі. Є ще додаткові прибудови. Головний будинок був зруйнований на початку ХХ століття.